# 1376

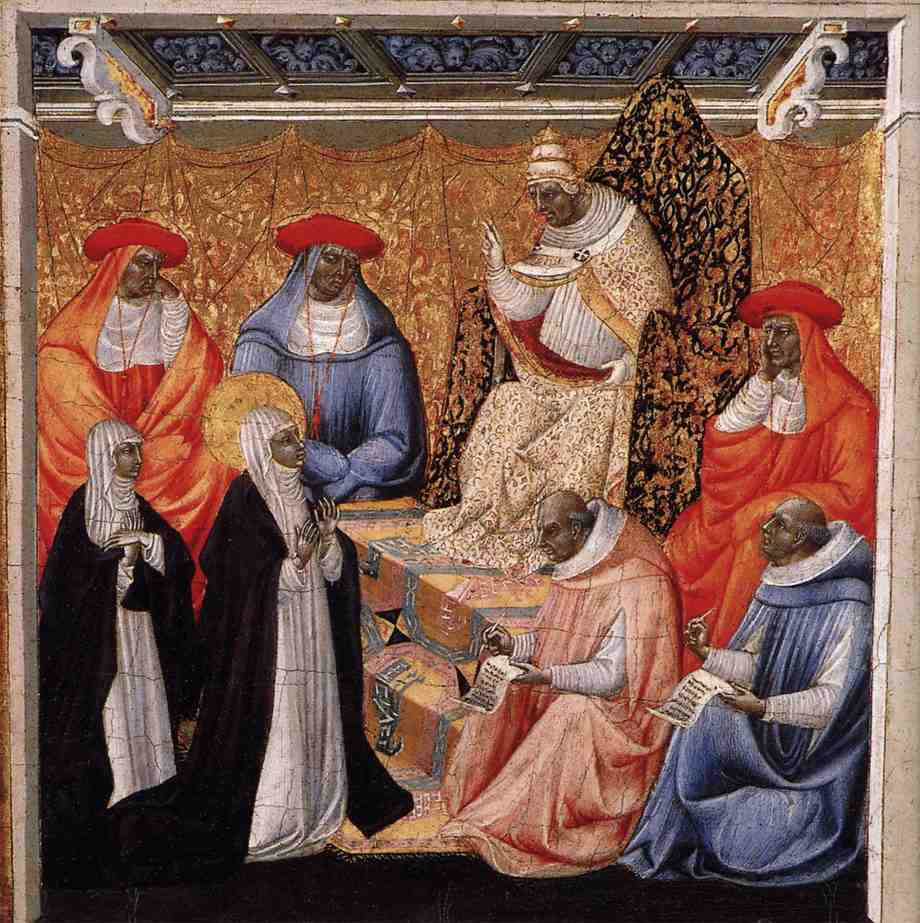
Catharina van Siena op auditie bij de paus in Avignon

Het jaar 1376 is het 76e jaar in de 14e eeuw volgens de christelijke jaartelling.

## Gebeurtenissen
- 10 juni: Wenceslaus van Brandenburg, de zoon van keizer Karel IV wordt tot koning van Duitsland gekozen.
- 4 juli: De Zwabische stedenbond wordt gevormd, waarmee de steden hun positie tegenover de hoge adel proberen te versterken.
- Paus Gregorius XI besluit het pauselijke hof terug te brengen van Avignon naar Rome, mede onder invloed van Catharina van Siena.
- Andronikos IV Palaiologos verovert met Genuese hulp Constantinopel en zet zijn vader, keizer Johannes V, gevangen.
- Einde van de Gugleroorlog: Engelram VII van Coucy geeft zijn veldtocht in Zwitserland onsuccesvol op.
- De stad Serdica wordt hernoemd tot Sofia.
- Het Kartuizerklooster Bethlehem in Roermond wordt gesticht.
- De stad Helmond krijgt marktrechten.

## Opvolging
- Auschwitz - Jan II opgevolgd door zijn zoon Jan III
- Byzantium - Andronikos IV Palaiologos opgevolgd door zijn zoon Johannes V Palaiologos
- Coevorden - Reinoud III opgevolgd door Reinoud IV
- patriarch van Constantinopel - Filotheus Kokkinos opgevolgd door Macarius

## Afbeeldingen

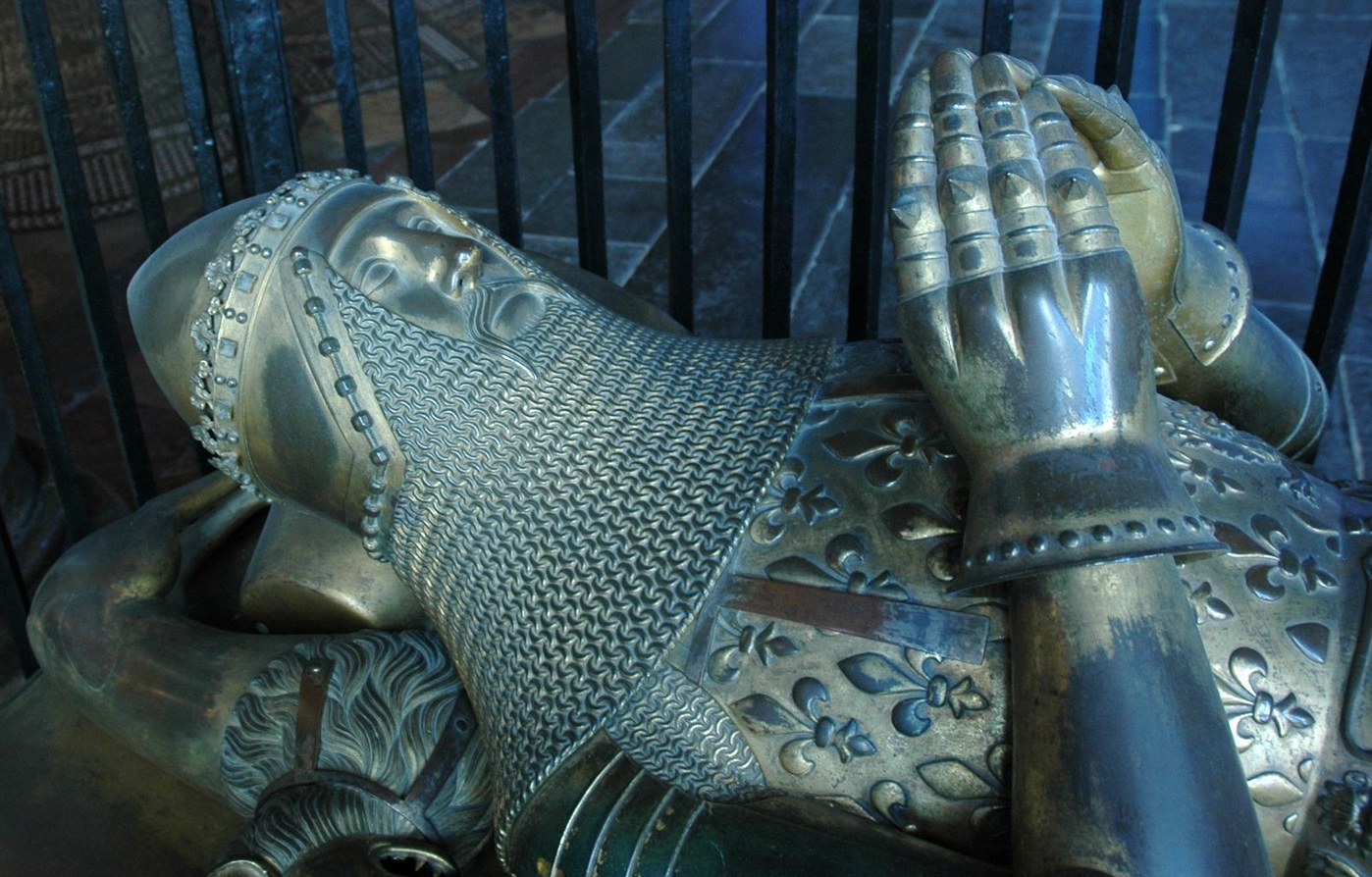
Tombe van Edward de Zwarte Prins
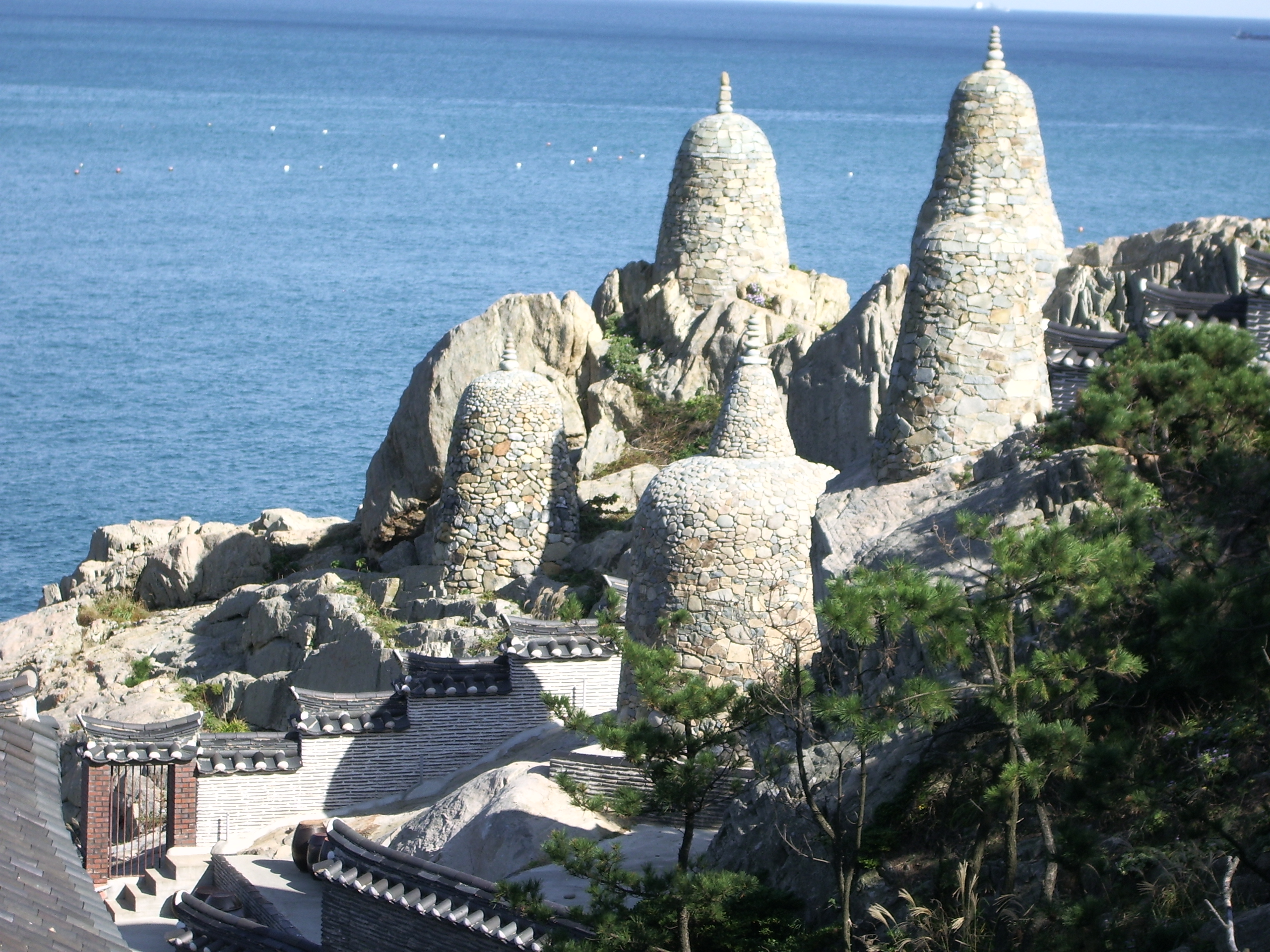
Tempel van Haedong Yonggungsa, Korea
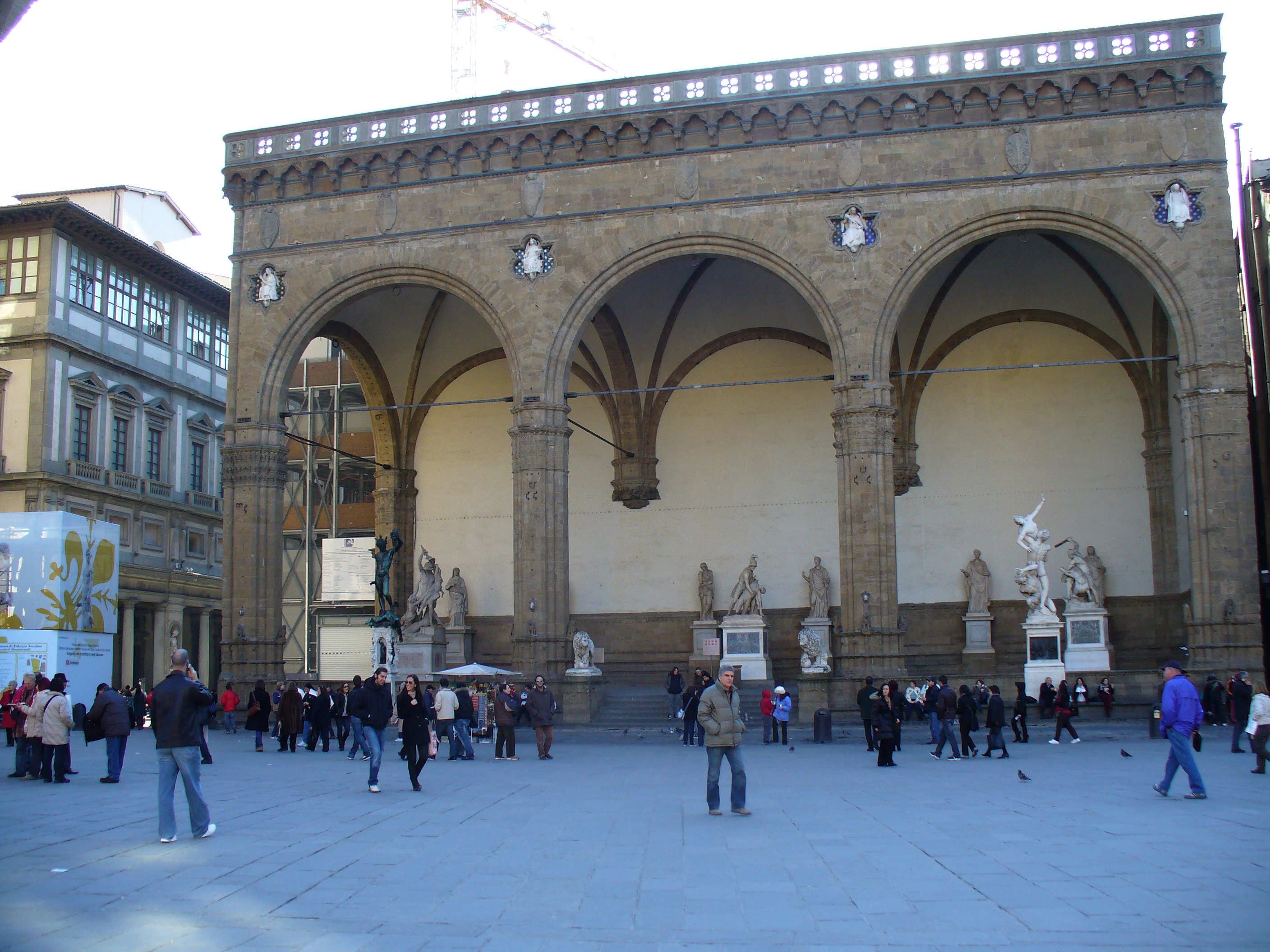
Loggia dei Lanzi, Florence, bouw begonnen 1376

## Geboren
- Hendrik VI, graaf van Gorizia
- Pir Mohammed, sjah van Perzië (1405-1407)
- Sophia van Beieren, echtgenote van Wenceslaus van Bohemen

## Overleden
- 19 februari - Jan II van Auschwitz, Silezisch edelman
- 3 juni - Hendrik II (~76), landgraaf van Hessen
- 8 juni - Eduard van Woodstock (de Zwarte Prins, 45), kroonprins van Engeland
- 30 september - Adelheid van Vianden, regentes van Nassau-Siegen
- 27 december - Reinoud I van Schoonvorst (~71), Duits edelman
- Keno I tom Brok, Fries hoofdeling
- Lodewijk van Navarra (~36), Navarrees prins
- Jahangir, Timoerid prins (jaartal bij benadering)